# Langues dans la musique
 (mai 2023).
 (mai 2023).
- Si vous ne connaissez pas le sujet, laissez ce bandeau (vous pouvez alors contacter les auteurs).
- Si vous supprimez le contenu mis en cause (vous pouvez préalablement contacter les auteurs),

argumentez précisément cette suppression dans la page de discussion
(un manque de référence n'est pas un argument ; une recherche réelle de référence doit avoir été effectuée, être formellement documentée).
L'institut de sondage Nielsen Music s'emploie à étudier le marché de la musique dans le monde. Il passe au crible ses ventes, ses modes de diffusion, ses consommateurs, ses tendances, mais aussi l'utilisation des langues.
Depuis quelques années la percée de l'utilisation de l'espagnol, dans un monde dominé par l'anglais, est évoquée. C'est également ce qu'observe la société d'analyse Viberate.

## Classement des langues
La vice-présidente de l'institut Nielsen Music Helena Kosinski, ancienne de MRC Data, avance ces chiffres en 2022 :
| Langue   | Proportion |
| -------- | ---------- |
| Anglais  | 64%        |
| Espagnol | 13%        |
| Italien  | 10%        |
| Français | 6%         |

Ensuite on retrouve l'hindi notamment, qui se situait à 6% dans les années 2017-18. Au total, un tiers de la musique diffusée actuellement n'est donc pas de l'anglais.

## Domination anglosaxonne
L'anglais dans la musique est resté dominant jusqu'à aujourd'hui de par la colonisation anglaise, la constante domination mondiale par un pays de langue anglaise. Puis la mondialisation et la communication globale qui continuent de donner à l'anglais une place à part dans le monde.

## L'étude de Youtube et Spotify

### Le cas de la plateforme vidéo de Google
En scrutant année après année les plus grands succès observés sur la plateforme de streaming Youtube, on observe une perte de cette influence anglophone, au profit d'autres langues telles que l'espagnol, le coréen et l'arabe, entre autres. Un tiers de la musique observée est diffusée dans l'une de ces langues autres que l'anglais.

### La situation de la plateforme de streaming musicale suédoise
Ce mouvement s'observe pour l'instant d'abord sur Youtube depuis 2016. Ces résultats sont à nuancer avec le fait que Youtube est certes la plateforme la plus utilisée au monde, mais elle surtout présente dans la sphère nord américaine et en Europe. La plateforme Spotify, quant à elle, certes touche moins de population, mais elle est plus répandue dans le monde. Et contrairement à Youtube, elle ne remarque pas un tel intérêt pour des langues autres que l'anglais. Elle peut donc être considérée comme moins représentative du phénomène actuel.

## Essor de l'espagnol et des autres langues
Les stars de la musique latino, originaires de Cuba, de Porto Rico, ou encore de Colombie, trustent les charts[pas clair] depuis quelques années. Cette mode séduit même la musique coréenne ou des artistes français.
Le succès de la k-pop a montré qu'il est possible de prospérer dans une langue moins connue. Cette performance a eu pour conséquence de favoriser d'autres langues moins habituelles.

## Lien annexe
Langues au Concours Eurovision de la chanson

## Sources
1. ↑  « Viberate | PDF Guides », sur Viberate Analytics (consulté le 4 juillet 2022)
2. ↑  « Is English Speaking Music Still Most Popular In The World? – englishraven.com », sur www.englishraven.com (consulté le 4 juillet 2022)
3. ↑  « Music streaming: 'For growth you have to look outside Western markets' » (consulté le 4 juillet 2022)
4. ↑  (en-US) « English-language music is losing its stranglehold on global pop charts – and YouTube is driving the change », sur Music Business Worldwide, 3 février 2019 (consulté le 4 juillet 2022)
5. ↑  « Pourquoi la K-pop chante désormais en espagnol », sur L'Obs, 26 décembre 2021 (consulté le 4 juillet 2022)
6. ↑  « Coréen, espagnol... La musique délaisse progressivement l'anglais pour d'autres langues », sur ladepeche.fr (consulté le 4 juillet 2022)